# Hội nghị thượng đỉnh G8 lần thứ 34

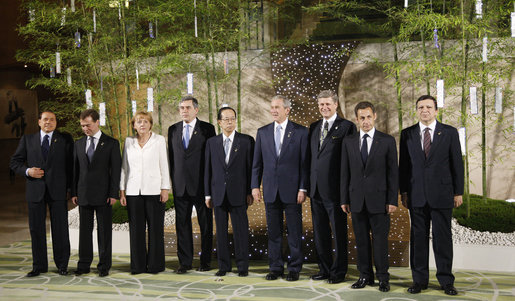
Các nhà lãnh đạo G8

Hội nghị thượng đỉnh G8 lần thứ 34 diễn ra tại Tōyako (洞爺湖 Tōya-ko, Hồ Toya) trên hòn đảo phía bắc Hokkaidō, Nhật Bản từ ngày 7 tháng 7 đến 9 tháng 7 năm 2008 với sự tham dự của các nhà lãnh đạo 8 quốc gia có nền công nghiệp phát triển nhất thế giới bao gồm Pháp, Đức, Ý, Nhật Bản, Vương quốc Anh, Hoa Kỳ, Canada (từ 1976) và Nga (từ 1998) cùng với Chủ tịch Ủy ban châu Âu (từ 1981).

## Thành phần tham dự

### G8
- Canada Stephen Harper, Thủ tướng.
- Đức Angela Merkel, Thủ tướng.
- Hoa Kỳ George W. Bush, Tổng thống.
- Nga Dmitry Medvedev, Tổng thống.
- Nhật Bản Yasuo Fukuda, Thủ tướng.
- Pháp Nicolas Sarkozy, Tổng thống
- Ý Silvio Berlusconi, Thủ tướng.
- Vương quốc Anh và Bắc Ireland Gordon Brown, Thủ tướng.
- Liên minh châu Âu Jose Manuel Barroso, Chủ tịch Hội đồng châu Âu.

### Khách mời

#### G8+5
Các nhà lãnh đạo 5 quốc gia có nến kinh tế đang phát triển lớn nhất thế giới gồm:
- Ấn Độ Manmohan Singh, Thủ tướng.
- Brasil Luiz Inácio Lula da Silva, Tổng thống.
- México Felipe Calderón, Tổng thống.
- Nam Phi Thabo Mbeki, Tổng thống.
- Trung Quốc Hồ Cẩm Đào, Chủ tịch

#### Các nhà lãnh đạo khác
- Algérie Abdelaziz Bouteflika, Tổng thống.
- Ethiopia Meles Zenawi, Thủ tướng.
- Ghana John Agyekum Kufuor, Tổng thống.
- Hàn Quốc Lee Myung-bak, Tổng thống.
- Indonesia Susilo Bambang Yudhoyono, Tổng thống.
- Nigeria Umaru Yar'Adua, Tổng thống.
- Sénégal Abdoulaye Wade, Tổng thống.
- Tanzania Jakaya Mrisho Kikwete, Tổng thống.
- Úc Kevin Rudd, Thủ tướng.

#### Các tổ chức quốc tế
- Liên minh châu Phi
- Cộng đồng các Quốc gia Độc lập
- Tổ chức Năng lượng Nguyên tử Quốc tế
- Tổ chức Năng lượng Quốc tế
- Liên Hợp Quốc
- UNESCO
- Ngân hàng Thế giới
- Tổ chức Y tế Thế giới
- Tổ chức Thương mại Thế giới